# Спасское (Смоленская область)
Спасское — деревня в Тёмкинском районе Смоленской области России. Входит в состав Медведевского сельского поселения. По состоянию на 2007 год постоянного населения не имеет. 
Расположена в восточной части области в 15 км к западу от Тёмкина, в 23 км северо-восточнее автодороги Р132 Вязьма — Калуга — Тула — Рязань, на берегу реки Угра. В 16 км восточнее деревни расположена железнодорожная станция Тёмкино на линии Вязьма — Калуга. 

## История
В годы Великой Отечественной войны деревня была оккупирована гитлеровскими войсками в октябре 1941 года, освобождена в марте 1943 года.